# 彦根高等商業学校
| 彦根高等商業学校 （彦根高商） | 彦根高等商業学校 （彦根高商）     |
| ----------------------------- | --------------------------------- |
| 創立                          | 1922年                            |
| 所在地                        | 滋賀県犬上郡彦根町 （現・彦根市） |
| 設立委員長                    | 安居喜造                          |
| 初代校長                      | 中村健一郎                        |
| 廃止                          | 1951年                            |
| 後身校                        | 滋賀大学（経済学部）              |
| 同窓会                        | 陵水会                            |

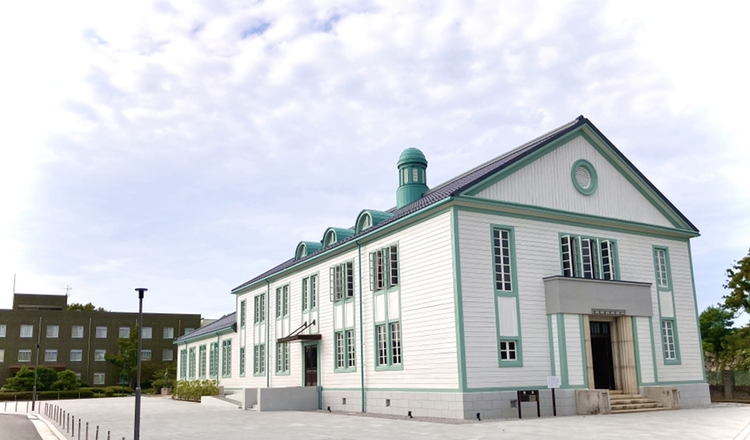
旧彦根高商講堂 / 現・滋賀大学経済学部講堂、国登録有形文化財、2020年改修。奥に滋賀大学本部管理棟が見える。本講堂において、1937年5月7日午後1時40分よりヘレン・ケラーによる記念講演会が開催された。

彦根高等商業学校（ひこねこうとうしょうぎょうがっこう）は、1922年（大正11年）10月に設立された旧制専門学校。全国9番目の官立高等商業学校。通称は彦根高商。

## 概要
- 全国9番目の官立高等商業学校として発足し、本科の他、別科・東亜科を設置した。彦根藩主であった井伊直弼の武家の教養と広く社会一般の利益を追求した近江商人の精神にあやかって、「士魂商才」を建学の精神として掲げた[3]。
- 第二次世界大戦中に彦根経済専門学校（彦根経専）と改称され、同時に彦根工業専門学校（彦根工専）に改組転換、戦後経専に再転換した。
- 現在の滋賀大学経済学部の前身である。
- 卒業生により同窓会「陵水会」が組織されている。

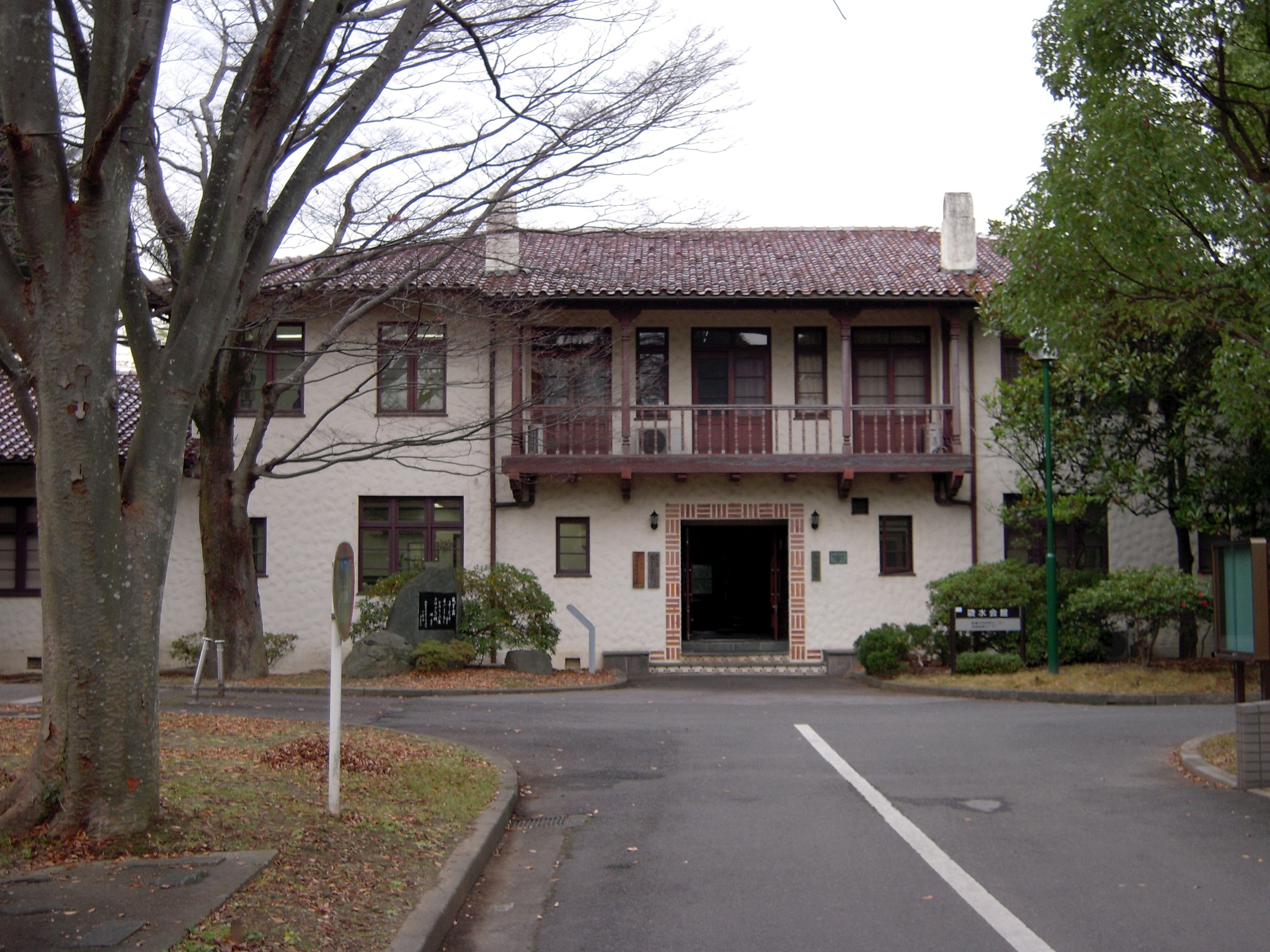
滋賀大学陵水会館（旧彦根高商同窓会館）。2008年12月撮影。

## 沿革
- 1912年：滋賀県が高等商業学校の設置を政府に要望（近江商人を生んだ場所であることを背景）[4]。
- 1917年：滋賀県議会で高商設立の請願を政府へ建議[5]。
- 1919年：原内閣が高等教育充拡計画を推進。滋賀県に第9高等商業学校設置、設置条件として寄附金を要求。大津、八幡、彦根の誘致合戦へ[4]。
- 1919年1月：犬上郡議会議長・渡辺九一郎が県知事・森正隆を訪問、全国に高等学校を増設するとの文部大臣・中橋徳五郎の案をもとに滋賀県にも高商が配置されたことを知り、帰町後、犬上郡選出県会議員・安居喜造らと諮って、直ちに彦根町会議員・有力者の会合を開催。異論者出ず[5]。
- 1919年1月15日：のちに設置運動のため東上不在中に無理矢理に彦根町長に選挙され、在任中は彦根高商設置のために奔走、翌年に彦根高商新築の着工を見て辞任したことで、「高商町長」の愛称でよばれることになる県議・安居喜造が委員長に、有力者等約50名が委員に選出される。委員7名が、応援を求めて、犬上郡出身の在阪有力者、阿部房次郎、弘世助太郎、伊藤忠兵衛、野瀬七郎平、北川与平らを歴訪[5]。
- 1919年2月6日：安居委員長、渡辺県議、森知事らは東上、中橋文相を訪問陳情。県庁所在地は彦根ではないと、けんもほろろ。大津側も猛運動を展開[5]。
- 1919年2月9日：中橋文相から森知事を経て、高商は彦根に内定の通知[5]。
- 1919年2月11日：同年1月に「大津市への設置内定」を報じる一方で、「寄付金集めでは彦根が楽観」と、大津と彦根の誘致合戦を伝えていた京都日出新聞は、2月11日付の夕刊で「彦根に設置と文部大臣が決定した」と報じた[6]。
- 1920年3月1日：文部省（現在の文部科学省）から設立を決めた通知が届く[6]。
- 1922年10月：設立（勅令第 441 号「高商を彦根に設置する」[4]）。本科設置（修業年限3年）。
- 1923年4月：開校。第1回入学式。
- 1923年9月：調査課設置。
- 1924年：講堂が完成する[6]。
- 1925年：研究団体「商業及経済研究会」発足（現「経済学会」）。
  - 『商業及び研究会パンフレット』刊行、ついで『彦根高商論叢』と改題（現『彦根論叢』）。
- 1925年：中国・朝鮮半島方面への修学旅行始まる（-1941年）。
- 1926年：別科設置（修業年限1年）。
- 1926年：調査課を廃し研究部設置（1930年11月：調査課に改編）。
  - 部課内に近江商人研究会（1928年）・移植民研究室（1930年）・海外事情研究会（1931年）・商工研究会（1932年）・繊維業研究室（1935年）・東亜研究室（1939年6月）を設置。
- 1928年：「近江商人史料展覧会」開催。
- 1935年：調査課に近江商人研究室設置。
  - 近江商人関係古文書・庶民史料が収集され戦後の附属史料館（1950年8月設置）へ継承。
- 1937年：5月7日、ヘレン・ケラーの記念講演会開催[1]
- 1939年4月：本科第2部として支那科設置。
  - 東亜に関する知識と東洋人の新しい発展方向に関する判断力を養うことを目的とした。
- 1939年12月：東亜会館（研究所）完成。
  - 研究部を置き調査課以来の収集資料を所蔵。
  - 1949年9月には滋賀大学経済研究所と改称（現・経済経営研究所）。
- 1941年4月：支那科を東亜科と改称（修業年限3年）。
- 1944年4月：彦根経済専門学校と改称し、同時に工業専門学校に転換。
  - 機械科・化学科・建築科が設置。
- 1946年4月：経専に再転換。
- 1947年11月：彦根工専は滋賀県に移管。
  - 1950年に滋賀県立短期大学（現・滋賀県立大学）が開学（工業科・学芸科）。
- 1949年5月：新制滋賀大学に包括され、滋賀大学彦根経済専門学校となる。この年の入学者は、滋賀大学経済学部の所属となる。
- 1951年3月：旧制彦根経専廃止。

## 歴代校長
- 初代：中村健一郎（1922年12月 - 1927年8月）
- 第2代：矢野貫城（1927年8月 - 1939年8月)
- 第3代：田中保平（1939年8月 - 1942年7月）
  - 長崎高商校長に転任
- 第4代：田岡嘉寿彦（1942年7月 - 1945年11月）
  - 1944年4月、校名改称・工専転換、彦根経専と彦根工専の併置となり校長は両校を兼任した[7]
  - 山口経専校長に転任[8]

彦根工業専門学校・彦根経済専門学校
- （第5代）永沢毅一（1945年11月 - 1947年11月）
  - 神戸工業専門学校教授より転任[9]
  - 県に移管された滋賀県立彦根工業専門学校長に専補
- （第6代）秋山範二（1947年12月 - 1951年3月）
  - 1949年5月、滋賀大学発足後は滋賀大学経済学部長兼滋賀大学彦根経済専門学校長

※『陵水三十五年』陵水三十五年編纂会、1958年、pp.217-224「教職員異動表」

## 校地の変遷と継承
- 設立以来の彦根市（設立時は彦根町）内の校地は、学制改革を経て滋賀大学経済学部に継承され今日に至っている。
- 校地内の旧彦根高商講堂（現・滋賀大学経済学部講堂。1924年建造）および陵水会館（旧同窓会館。ヴォーリズ建築事務所の設計で1938年建造）は、長崎高商瓊林会館とならび全国でも数少ない高商以来の建造物であり、登録有形文化財となっている。

## 著名な教員
- 菅野和太郎 - 元経済企画庁長官・通商産業大臣
- 藤田敬三 - 大阪市立大学名誉教授、元大阪経済大学学長・理事長
- 石川興二 - 京都大学名誉教授
- 松本雅男 - 会計学、一橋大学名誉教授
- 山下勝治 - 会計学、元神戸大学教授
- 宮本又次 - 大阪大学名誉教授
- 天利長三 - 青山学院大学名誉教授
- 江頭恒治 - 滋賀大学名誉教授

## 著名な出身者
- 宇野宗佑 - 第75代内閣総理大臣。高商卒業後、神戸商業大学（現・神戸大学）進学。
- 河本嘉久蔵 - 元国土庁長官。
- 西田善一 - 第19代大津市長。
- 川瀬源太郎 - 元日本生命保険会長。
- 樋口廣太郎 - 元アサヒビール会長。経専卒業後、京都大学進学。
- 夏川鐵之助 - 元オーミケンシ会長。
- 桂泰三 - 元シャープ副社長。
- 池田松次郎 - 元丸紅社長。
- 青木外志夫 - 一橋大学名誉教授。高商卒業後、東京商科大学（現・一橋大学）進学。
- 谷端長 - 神戸大学名誉教授。高商卒業後、東京商科大学（現・一橋大学）進学。
- 市原季一 - 神戸大学名誉教授。高商卒業後、神戸商業大学（現・神戸大学）進学。
- 馬場克三 - 九州大学名誉教授。高商卒業後、九州帝国大学（現・九州大学）進学。
- 山桝忠恕 - 元慶應義塾大学教授。高商卒業後、神戸商業大学（現・神戸大学）進学。
- 辻二郎 - 東京工業大学名誉教授。工専卒業後、京都大学進学。
- 中村昌生 - 京都工芸繊維大学名誉教授。
- 宮本順三 - 玩具デザイナー。
- 山本亨介 - 将棋観戦記者。

## 創立に関わった人物
（出典）
- 阿部房次郎（兵庫県） - 創立時寄附者。
- 石橋彦三郎（彦根町） - 創立時寄附者。
- 伊藤忠兵衛（豊郷村） - 創立時寄附者。
- 井伊直忠（東京市） - 創立時寄附者。
- 大橋弥一郎（彦根町） - 創立時寄附者。
- 田附政次郎（大阪市） - 創立時寄附者。
- 弘世助太郎（兵庫県） - 創立時寄附者。
- 不破栄次郎（大阪市） - 創立時寄附者。
- 安居喜造（彦根町） - 1919年彦根高商創立のために東上、その不在の間に無理矢理町長に選挙され、在任中は彦根高商設置のために奔走、校舎の新築着工を見て辞任したことで、「高商町長」の愛称で呼ばれた当時の彦根町長[5]。創立時寄附者。
- 安居喜八（彦根町） - 創立時寄附者。初代・彦根市長。他多数。

県知事の森正隆は、犬上郡長の平塚分四郎と、犬上郡会議長と彦根町会議員を務めていた渡辺九一郎とに彦根町への高商誘致を持ちかけた。平塚は、高商の誘致には「何より金が第一」であると考え、「大阪方面の人々」に協力を求めたという。その人々とは彦根町にゆかりのある阿部房次郎、岸田杢、弘世助太郎、不破栄次郎、松本鉄次郎、犬上郡に隣接する神崎郡出身の田附政次郎といった江州系企業の経営者であった。平塚は、主に犬上郡出身の実業家からの金銭的援助を取り付けたのである。
また渡辺は、彦根町の「銀行の重役」から拠金の同意を得ることに成功した。「銀行の重役」とは、安居喜八、石橋彦三郎、広野織蔵、大橋弥一郎、前川善平である。彼らは彦根町に本店がある百三十三銀行（現在の滋賀銀行）の取締役であると同時に、それぞれが別の企業も営んでいた。彼らと同じく実業家であり、犬上郡選出の県会議員をしていた安居喜造にも声をかけ、渡辺を除く6名が拠金することを約束したという。「芳名録」によると、彼らの拠金額は合わせて8万円であった。渡辺は、彦根町の経済の中心にいた実業家から金銭的援助の約束を得たのである。
結局、原敬首相・中橋徳五郎文部大臣にも陳情書を提出した県庁所在地の大津市側の誘致運動を退け、犬上郡・彦根町側が高商誘致に成功できた主たる要因は、その財力。「芳名録」によると、寄附者は238名、総金額は43万5322.5円、寄附者のうち、44名が『人事興信録』に掲載されるほどの「交際社会に名を知られたる紳士」。彼らは江州系企業や滋賀県で展開している企業を複数率いる実業家であった。企業を経営しながら、貴族院議員や大阪府会議員、京都商業会議所や大阪商工会議所の議員を務めている者もいた。また、旧彦根藩藩主の井伊家の当主であった直忠も寄附した。

## 関連書籍
- 滋賀大学史編集委員会 『滋賀大学史』 滋賀大学創立40周年記念事業実行委員会、1989年

## 関連事項
他の高等商業学校については高等商業学校#主要な高等商業学校を参照。
- 高等商業学校
- 和歌山高等商業学校 - 第二次世界大戦中に工専に転換。戦後、経専に復帰。
- 高岡高等商業学校 - 第二次世界大戦中に工専に転換。戦後も工専のまま学制改革を迎えた。
- 旧制専門学校
- 学制改革
- 滋賀師範学校・滋賀青年師範学校 - 新制滋賀大学の前身諸校